# Psychotria rufipilis
Psychotria rufipilis là một loài thực vật có hoa trong họ Thiến thảo. Loài này được A.Chev. ex De Wild. miêu tả khoa học đầu tiên năm 1924.